# Paolo Pizzo
Paolo Pizzo (Catania, 4 de abril de 1983) es un deportista italiano que compite en esgrima, especialista en la modalidad de espada.
Participó en dos Juegos Olímpicos de Verano, obteniendo una medalla de plata en Río de Janeiro 2016, en la prueba por equipos (junto con Marco Fichera, Enrico Garozzo y Andrea Santarelli), y el quinto lugar en Londres 2012, en la prueba individual.
Ganó dos medallas de oro en el Campeonato Mundial de Esgrima, en los años 2011 y 2017, y tres medallas en el Campeonato Europeo de Esgrima entre los años 2014 y 2017.

## Palmarés internacional
| Juegos Olímpicos   | Juegos Olímpicos        | Juegos Olímpicos | Juegos Olímpicos   |
| Año                | Lugar                   | Medalla          | Prueba             |
| ------------------ | ----------------------- | ---------------- | ------------------ |
| 2016               | Río de Janeiro (Brasil) | Medalla de plata | Espada por equipos |
| Campeonato Mundial |                         |                  |                    |
| Año                | Lugar                   | Medalla          | Prueba             |
| 2011               | Catania (Italia)        | Medalla de oro   | Espada individual  |
| 2017               | Leipzig (Alemania)      | Medalla de oro   | Espada individual  |
| Campeonato Europeo |                         |                  |                    |
| Año                | Lugar                   | Medalla          | Prueba             |
| 2014               | Estrasburgo (Francia)   | Medalla de plata | Espada individual  |
| 2016               | Toruń (Polonia)         | Medalla de plata | Espada por equipos |
| 2017               | Tiflis (Georgia)        | Medalla de plata | Espada individual  |